# لیون (شهرستان روس‌کامن، میشیگان)
لیون (به انگلیسی: Lyon Township) یک منطقهٔ مسکونی در ایالات متحده آمریکا است که در شهرستان راسکومون، میشیگان واقع شده‌است.
 لیون  ۱٬۳۷۰ نفر جمعیت دارد و ۳۷۱ متر بالاتر از سطح دریا واقع شده‌است.